# Phare de Cabo da Roca
Le phare du Cabo da Roca (en portugais :  Farol do Cabo da Roca) est un phare situé sur Cabo da Roca, le point le plus occidental du continent européen. Il se trouve dans la freguesia de Colares de la municipalité de Sintra, dans le district de Lisbonne (région de Lisbonne-et-Val-du-Tage au Portugal).
Il est géré par l'autorité maritime nationale du Portugal à Oeiras (Grand Lisbonne).
Il est le troisième plus ancien phare du Portugal. Il se trouve dans le parc naturel de Sintra-Cascais (pt) à environ 12 km à l'ouest de Sintra.
Le site est ouvert et le phare est visitable le mercredi après-midi.

## Histoire
Le phare a été commandé sous mandat royal du 1er février 1758 par le Marquis de Pombal. Il a été mis en service en 1772. En 1843, il a été modernisé par l'ingénieur Gaudencio Fontana et a reçu un nouveau système optique rotatif avec des miroirs paraboliques.
En 1883, il devait recevoir une corne de brume et un objectif catadioptrique de 4e ordre éclairé par des lampes à huile qui ne furent installés qu'en 1897 à cause d'une grave crise financière au Portugal. En 1917, l'alimentation du feu s'est faite au gaz d'acétylène.
En 1937, il a été équipé d'un radiophare qui a été abandonné en 2001. En 1947, il a été équipé d'une nouvelle optique aéromaritime à lentille de Fresnel de 3e ordre avec une focale de 500 mm et une lampe à incandescence de 3 000 W. Il a été raccordé au réseau électrique en 1980 et l'alimentation à acétylène a été remplacée par des panneaux photovoltaïques.
La corne de brume installée en 1917, a été modifiée en 1932, puis remplacée par une autre en 1982 et finalement mise hors service en 2000.
Identifiant : ARLHS : POR007 ; PT-186 - Amirauté : D2108 - NGA : 3376.
|              |
| Cabo da Roca |

|          |
| Le phare |